# 學燈 (1933年)
《學燈》（韩语：／ hagdeung）是朝鮮京城府漢城圖書株式會社於1933年（昭和8年）10月出版、1936年（昭和11年）3月停刊的文學期刊，總共23期，版面採用A5格式，每期約50頁。
《學燈》的主要內容包括詩歌、小說、散文等文學作品，刊載過沈熏、金億、金起林、張萬榮、李秉岐、金台俊、柳致眞、宋錫夏、金晉燮、林和、崔鉉培、朴英熙、吳天錫、李瑄根等人的作品；此外也涉足民俗、藝術、哲學、體育、教育、軍事、地理和時事等領域。
《學燈》是韓國文學出版的重要文獻，曾於1982年由首爾現代出版社集刊再版。

## 延伸閱讀
- [Haktŭng]. 首爾: 現代社. 1982年. OCLC 10582869 （韩语）.